# Östen
Eysteinn Adilsson (sueco: Östen); (n. 594) fue un rey semilegendario de Svealand, Suecia, hijo de Eadgils e Yrsa de Sajonia. Östen fue padre de Ingvar. El montículo de Östen (Östens hög) en Västerås cerca de Östanbro ha sido vinculado a la figura del rey por algunos historiadores populares. El término hög deriva del nórdico antiguo haugr que significa "montículo".
El escaldo islandés Snorri Sturluson relata que Östen reinaba en Suecia cuando Hrólfr Kraki murió en Lejre. Eran tiempos turbulentos, donde muchos caudillos vikingos devastaban las orillas de la costa sueca. Uno de esos caudillos fue Sölve Högnesson de Jutlandia (aunque según Historia Norvegiæ era gauta). En aquel tiempo Sölve se dedicaba a saquear la costa del mar Báltico y una noche devastaron la costa en el hundred de Lofond/Lovund (tal vez Lovön o el hundred de Lagunda) donde rodearon una casa y le prendieron fuego matando a todos los que estaban en su interior. En la casa estaban de festejos por la visita de su monarca, el rey sueco Östen donde estaba invitado. Sölve y sus mercenarios llegaron a Fornsigtuna y manifestó que los suecos debían aceptarle como rey. Los suecos se negaron y lucharon durante once días hasta la rendición. Sölve gobernó Suecia hasta que los suecos se rebelaron de nuevo y le mataron.
Snorri cita una estrofa de Ynglingatal de Þjóðólfur úr Hvini:
| Veit ek Eysteins enda fólginn lokins lífs á Lofundi; ok sikling með Svíum kváðu Jótska menn inni brenna. Ok bitsótt í brandnói hlíðar þangs á hilmi rann, þá er timbrfastr toptar nökkvi, flotna fullr um fylki brann. | Por mucho tiempo nadie pudo decir Como Eystein murió pero ahora yo lo se Que en Lofond cayó el héroe; La rama de Odín cayó, fue quemada por los hombres de Solve de Jutlandia. El rabioso fuego como árbol apresurado sobre el monarca en su ira; Primero cayeron los maderos del castillo, entonces los maderos del techo pira funeraria de Eystein. |  |

Historia Norwegiæ ofrece un sumario en latín de Ynglingatal, anterior a la cita de Snorri:
| Hic [Adils vel Athisl] genuit Eustein, quem Gautones in domo quadam obtrusum cum suis vivum incenderunt. Hujus filius Ynguar [...]. | Él [Adils] se convirtió en padre de Øystein, a quien los godos encerraron en una casa y fueron incinerados vivos allí con sus hombres. Su hijo, Yngvar, [...] |  |

Þorsteins saga Víkingssonar cita a Östen como padre de Anund y abuelo de Ingjald, en consecuencia se salta la generación de Ingvar. También menciona otro hijo de Östen llamado Olaf, rey de Fjordane, Noruega.